# جواو ماريا ليما دو ناسيمنتو
جواو ماريا ليما دو ناسيمنتو (هانغل: 주앙 마리아 리마 두 나시멘투) (بالبرتغالية: João Maria Lima do Nascimento‏) هو لاعب كرة قدم برازيلي وكوري جنوبي في مركز الهجوم، ولد في 4 سبتمبر 1982 في ريو دي جانيرو في البرازيل. لعب مع نادي باهيا ونادي جوينفيل ونادي سول ونادي سي آر بي ونادي سيارا ونادي غوياس ونادي فيرانوبوليس ونادي كاشياس دو سول.

## وصلات خارجية
- جواو ماريا ليما دو ناسيمنتو على موقع دوري كوريا الجنوبية (الإنجليزية)
- جواو ماريا ليما دو ناسيمنتو على موقع قاعدة بيانات كرة القدم.إي يو (الإنجليزية)
- جواو ماريا ليما دو ناسيمنتو على موقع Soccerway.com (الإنجليزية)